# Weidenberg
Weidenberg település Németországban, azon belül Bajorországban. Lakosainak száma 5875 fő (2023. december 31.).

## Népesség
A település népessége az elmúlt években az alábbi módon változott:
| Lakosok száma | 1590 | 2082 | 3767 | 6347 | 6091 | 6056 | 5995 | 5899 | 5786 | 5875 |
|               | 1875 | 1950 | 1975 | 2010 | 2012 | 2013 | 2015 | 2017 | 2021 | 2023 |